# ビターゼ・タリエル
ビターゼ・タリエル（Bitsadze Tariel、男性、1966年1月12日 - ）は、ジョージア（旧表記:グルジア）・スフミ（現:アブハジア領）出身の空手家、総合格闘家。極真会館（松井派）ジョージア支部長。元RINGS無差別級王者。
ジョージア国内の砲丸投げの記録保持者でもある、ビターゼ・アミランは実弟。

## 来歴
1966年、グルジア・ソビエト社会主義共和国（現:ジョージア共和国）アブハズ自治ソビエト社会主義共和国スフミ生まれ。
1991年11月、極真会館主催の「第5回全世界空手道選手権大会」に出場し、アンディ・フグに判定負けを喫した。
1992年7月、母国グルジア（現表記:ジョージア）で内戦勃発（アブハジア紛争）。グルジア側軍属として戦うも戦局悪化のため、グルジア首都トビリシに移住。翌1993年9月、故郷スフミがアブハジア共和国軍により陥落。
1993年7月13日、リングスデビュー戦でウィリー・ウィリアムスと対戦し、フロントフェイスロックで一本負け。
同年のリングス「BATTLE DIMENSION TOURNAMENT '93」では、1回戦でピーター・ウラ、2回戦でディック・フライ、準決勝でニコライ・ズーエフに勝利を収めたものの、決勝で前田日明にレッグロックで敗れ、準優勝となった。
1994年12月16日、リングスで弟ビターゼ・アミランとの兄弟対決が実現し、KO勝ちを収めた。
1995年4月28日、リングスで前田と再戦するも、裸絞めで一本負けを喫した。
同年のリングス「MEGA-BATTLE TOURNAMENT 1995」では、1回戦でディミータ・ペトコフにKO勝ちを収めるも、2回戦で前田と3度目の対戦となり、またも裸絞めで一本負けを喫した。
1995年11月、極真会館（松井派）主催の「第6回全世界空手道選手権大会」に出場。2回戦、3回戦とも判定勝ちするも、4回戦の前に行われた試割りで右拳を負傷し棄権となった。
1996年のリングス「MEGA-BATTLE TOURNAMENT 1996」では、1回戦でニコライ・ズーエフ、2回戦でハンス・ナイマンに勝利するものの、準決勝でヴォルク・ハンに敗れ、3位決定戦で山本宜久に勝利し、3位となった。
1997年5月23日、リングスで前田と4度目の対戦。4度のダウンを奪い前田を追い詰めるも、またも裸絞めで一本負けを喫した。
同年のリングス「WORLD MEGA-BATTLE TOURNAMENT 1997」では、1回戦でディック・フライに裸絞めで敗れた。
1998年5月29日、前年度トーナメントを制し初代無差別級王者となった田村潔司とRINGS無差別級タイトルマッチで対戦し、3分39秒でTKO勝ちを収め王座獲得に成功した。7月20日、高阪剛にKO勝ちし、王座防衛に成功した。
同年に行われたリングスの国別対抗戦（各チーム3人1組）では、1回戦、準決勝、決勝のすべてで2人抜きを達成。グルジアチームの優勝に貢献した。
1999年5月22日、田村潔司とRINGS無差別級タイトルマッチで再戦し、9分19秒裸絞めで敗れ、2度目の王座防衛に失敗した。
1999年11月、極真会館（松井派）主催の「第7回全世界空手道選手権大会」に出場し、4回戦でアレキサンダー・ピチュクノフに敗れた。
1999年12月22日、「KING of KINGS」トーナメント1回戦でギルバート・アイブルと対戦し、1R2分18秒腕ひしぎ十字固めで一本負けを喫した。
2000年10月9日、「KING of KINGS」トーナメント1回戦でレナート・ババルと対戦し、1R2分56秒腕ひしぎ十字固めで一本負けを喫した。
2007年11月、8年ぶりに極真会館（松井派）主催の「第9回全世界空手道選手権大会」に出場するも、2回戦で判定負けを喫した。

## スタイル
身長200cm、体重140kg前後の体格（前田日明曰く「ジャイアントロボみたい」）を生かした打撃を武器にリングス・グルジアの中心選手として活躍し、特に正拳は驚異的な破壊力を持っていた。巨漢を生かした打撃は破壊力抜群だったが、無闇に胴回し回転蹴りを放ってバランスを崩し、倒れたところを裸絞めでやられてしまうなど墓穴を掘ることもしばしばあった。特に1997年度トーナメントにおいて、打撃一辺倒で衰えの見え始めていたディック・フライにこのパターンで敗れている。
極真カラテの実力者でもあり、リングスマットでは破壊力抜群の打撃で地位を築いた。正拳突きはもちろん蹴りも強力で、打撃系の選手がそろうオランダの選手ですら苦戦した。当初、顔面への攻撃は掌底のみであったリングスルールにおいて、その破壊力は特筆すべきもので、相手を吹き飛ばすほどの威力を誇った。
構成作家の椎名基樹など一部の識者からはリングの停滞期を象徴する選手として低く評価されることがあり、タリエルがエースだった頃のリングスについて椎名は「日本のリングでグルジア人の空手家がエースってありえなくね?みたいな（笑）」と2017年の座談会で当時の状況について苦言を呈していた。

## 獲得タイトル
- 第2代RINGS無差別級王座（1998年）